# Alkaliczne ogniwo paliwowe
Alkaliczne ogniwo paliwowe, ogniwo paliwowe Bacona, AFC (ang. Alkaline Fuel Cell) – jedna z najlepiej rozwiniętych technologii ogniw paliwowych. AFC zużywa wodór i czysty tlen do wytworzenia energii elektrycznej, wody i ciepła.
Ogniwa te wynalazł Francis Thomas Bacon w latach 30. XX w., jednak ich rozwój rozpoczął się dopiero od 1960 roku.
Zaletą ogniw alkalicznych są ich dobre parametry prądowo-napięciowe, w porównaniu z innymi typami ogniw, jednak tylko przy zasilaniu czystym wodorem i tlenem. Wadą natomiast jest mała tolerancja na CO, który „truje” katalizator, oraz na CO2, który reaguje z wodorotlenkiem potasu (KOH). Wady te spowodowały wstrzymanie na jakiś czas w USA badania tych ogniw. Obecnie, zwłaszcza w Europie, ponownie wzrasta zainteresowanie nimi.

## Budowa i zasada działania

Schemat ogniwa alkalicznego: 5- katoda 7-anoda

W ogniwach AFC elektrolitem jest tkanina azbestowa nasączona stężonym 85% roztworem wodorotlenku potasu, przy temperaturze pracy 250 °C lub 35–50% roztworem KOH przy 120 °C. Ogniwo pracuje pod ciśnieniem 4-5,5 MPa. Katalizatorem jest nikiel (Ni), srebro (Ag), tlenki metali lub metale szlachetne. Anodę stanowi siatka lub porowaty Ni z maksymalną średnicą porów 16 μm po stronie elektrolitu i 30 μm po stronie gazu, natomiast katodą jest porowaty litowy tlenek niklu(II) NiO z Ag. Paliwem w ogniwach alkalicznych jest wodór.
Reakcje zachodzące w ogniwie AFC mają następujący przebieg:
katoda: O2 + 4e− + 2H2O → 4OH−
anoda: 2H2 + 4OH− → 4H2O + 4e−
Etapy pracy ogniwa AFC:
1. absorpcja i jonizacja cząsteczki tlenu na katodzie i dwóch cząsteczek wodoru na anodzie,
2. absorpcja i jonizacja dwóch cząsteczek wody na katodzie oraz jonizacja czterech atomów wodoru do protonów i elektronów na anodzie,
3. migracja czterech jonów OH− przez elektrolit od katody do anody,
4. rekombinacja czterech protonów i czterech jonów OH− do czterech cząsteczek wody i jej wydalenie na anodzie.

Moduł ogniwa składa się z 6 płyt połączonych szeregowo, przy czym każda warstwa zawiera 4 płyty połączone równolegle. Każda płyta, składająca się z cel, z których każda wytwarza napięcie 0,93 V i natężenie 25 A. Cały moduł wytwarza prąd elektryczny o napięciu 5,6 V i natężeniu 100 A i ma sprawność ok. 50%. Jednak dla modułu o mocy 2,5 kW, przy mniejszym poborze prądu niż 100 A, sprawność dochodzi do 70%.